# Petalium werneri
Petalium werneri là một loài bọ cánh cứng thuộc họ Ptinidae.